# Carrie Rodriguez
Carrie Luz Rodriguez (* 1978) je mexicko-americká zpěvačka a skladatelka, dcera texaského zpěváka-skladatele Davida Rodrigueze a matky, texaské malířky Katy Nailové.
Objevena byla americkým country hudebníkem a zpěvákem Chip Taylorem v roce 2001 s kterým později i vystupovala na jeho evropském turné. Carrie také spolupracovala s Taylorem na několika albech. V roce 2006 vydala Carrie svoje první sólové hudební album "Seven Angels on a Bicycle".

## Diskografie (Carrie Rodriguez s Chip Taylor)
- Let's Leave This Town (2002)
- The Trouble with Humans (2003)
- Red Dog Tracks (2005)
- Live from the Ruhr Triennale (2007)

## Diskografie (Carrie Rodriguez)
- Seven Angels on a Bicycle (2006)
- She Ain't Me (2008)
- Carrie Rodriguez Live in Louisville (2009)
- Love and Circumstance (2010)